# Евроазиатская энергетическая корпорация
Акционерное общество «Евроазиатская энергетическая корпорация» (АО "ЕЭК")  — казахстанская энергетическая компания, входит в состав Евразийской Группы (ERG).
ЕЭК — один из крупнейших поставщиков электроэнергии и угля в Казахстане. На долю предприятия приходится более 17 % всей вырабатываемой электроэнергии и около 20 % добываемого угля.
ЕЭК объединяет два структурных подразделения: Аксускую ГРЭС и угольный разрез «Восточный» в городе Экибастузе.
Основные направления производственной деятельности: выработка электроэнергии и добыча угля. Численность работников ЕЭК составляет свыше 4000 человек.